# Exocentrus actinophorae
Exocentrus actinophorae es una especie de escarabajo longicornio del género Exocentrus, categorizada en la tribu Exocentrini, de la subfamilia Lamiinae. Fue descrita por Fisher en 1934.

## Descripción
Mide 3,5-4 mm de longitud.

## Distribución
Se distribuye por Indonesia.